# Valpara
Valpara is een geslacht van hooiwagens uit de familie Assamiidae.
De wetenschappelijke naam Valpara is voor het eerst geldig gepubliceerd door Roewer in 1929. 

## Soorten
Valpara is monotypisch en omvat slechts de volgende soort:
- Valpara albitarsus